# Hypoalbuminemie
Hypoalbuminemie is een klinisch teken in het lichaam dat wordt vastgesteld wanneer er een te laag albuminegehalte is in het bloed. Bij albuminewaarden die lager zijn dan 34 gram per liter bloed, is sprake van hypoalbuminemie.

## Signalen en symptomen
Hypoalbuminemie wijst vaak op een onderliggende medische aandoening. Het kan te herkennen zijn aan een verlaagde eiwitconcentratie in het bloed, waardoor bloedvaten vloeistoffen overbrengen in de weefsels om de concentraties gelijk te maken. De vloeistof leidt tot zwellingen van de ledematen (oedeem), ophoping van vloeistof in de buik (ascites) en vloeistof rond interne organen (effusie). Symptomen kunnen ook uit niet-specifieke bevindingen bestaan zoals vermoeidheid, duizeligheid of overmatige zwakte.

## Oorzaken
Verschillende condities kunnen tot hypoalbuminemie leiden, elk met het eindresultaat van afnemende albuminespiegels. Deze omvatten:
1. verminderde vorming van albumine in de lever;
2. verhoogd gebruik van albumine door weefsels;
3. distributieproblemen van albumine;
4. verhoogde uitscheiding of verlies albumine,

Vaak is de oorzaak multifactorieel zoals bij levercirrose, waarbij verminderde hepatische synthese en verhoogde capillaire lekkage samengaan om albuminespiegels verder te verlagen.